# میژیگلی
میژیگلی (به لاتین: Mizhigli) یک منطقهٔ مسکونی در روسیه است که در شهرستان کایتاگسکی واقع شده‌است.